# Japan Women's Open 2023
Japan Women's Open 2023 (cunoscut și sub numele de Kinoshita Group Japan Open Tennis Championships din motive de sponsorizare) a fost un turneu de tenis feminin care s-a jucat pe terenuri dure în aer liber. A fost a 12-a ediție a Openului feminin al Japoniei și a făcut parte din turneele WTA 250 din circuitul WTA 2023. S-a desfășuart la Utsubo Tennis Center din Osaka, Japonia, în perioada 11-17 septembrie 2023. prima ediție a turneului din 2019, când a avut loc la Hiroshima. Edițiile din 2020 și 2021 au fost anulate din cauza pandemiei de COVID-19, în timp ce ediția din 2022 a fost anulată din motive financiare.

## Campioni

### Simplu
Pentru mai multe informații consultați Japan Women's Open 2023 – Simplu

### Dublu
Pentru mai multe informații consultați Japan Women's Open 2023 – Dublu

## Distribuția punctelor
| Probă  | C   | F   | SF  | QF | R16 | R32 | Q   | Q2  | Q1  |
| Simplu | 280 | 180 | 110 | 60 | 30  | 1   | 18  | 12  | 1   |
| Dublu  | 280 | 180 | 110 | 60 | 1   | N/A | N/A | N/A | N/A |